# Швебер, Сильван
Сильван Сэмюэл Швебер (англ. Silvan Samuel Schweber; 10 апреля 1928, Страсбург, Франция — 14 мая 2017, Кембридж, Массачусетс, США) — американский физик-теоретик и историк науки, известный своими работами по истории физики и биологии.

## Биография
Сильван Сэмюэл Швебер родился во французском Страсбурге в семье ортодоксальных евреев. После начала второй мировой войны Сильван с матерью и сестрой бежал сначала в вишистскую часть Франции, а в 1942 году через Испанию, Португалию и Кубу прибыл в Нью-Йорк, где их уже ждал отец. В 1944 году Швебер поступил в Городской колледж Нью-Йорка, где изучал химическую технологию. Вскоре его интересы сместились в сторону физики. Он перешёл в Пенсильванский университет, где учился под руководством Вальтера Эльзассера и Герберта Йеле. В 1949 году Швебер получил степень магистра и поступил в аспирантуру Принстонского университета, где в 1952 году под руководством Артура Уайтмана защитил докторскую диссертацию на тему «Анализ релятивистских полевых теорий в конфигурационном пространстве» (англ. The Conﬁguration Space Treatment of Relativistic Field Theories).
Следующие два года Швебер занимал позицию постдока в Корнеллском университете, где работал с Хансом Бете; в 1955 году они вместе с Фредериком де Хоффманом написали книгу «Мезоны и поля» (англ. Mesons and Fields) — одну из первых монографий, содержащих изложение квантовой теории поля в современной форме. Позже Швебер опубликовал известный учебник «Введение в релятивистскую квантовую теорию поля» (англ. An introduction to relativistic Quantum Field Theory). С 1955 года и до конца жизни учёный работал на физическом факультете Брандейского университета, в том числе трижды избирался деканом факультета.
С 1970-х годов всё больше внимания Швебер стал уделять истории науки. Смена интересов нашла непосредственное воплощение во время отпуска, который учёный провёл в Гарвардском университете и который потратил на работу над статьёй об истоках «Происхождения видов» Чарльза Дарвина, опубликованной в 1977 году. Именно историей теории биологической эволюции и анализом творчества Дарвина Швебер занимался в первоначальный период своей деятельности как историка науки. Его подход, в котором сочетался интерес к истории идей (в частности, дарвинизма) и социальной истории (в данном случае, истории викторианской культуры), формировался под влиянием работ психолога Говарда Грубера. В последующие годы Швебер опубликовал статью о Дарвине и политэкономах, а также несколько работ о дарвинизме в более широком контексте британской интеллектуальной истории.
В 1980-е годы Швебер обратился к истории развития квантовой теории поля, в частности метода перенормировки. Кульминацией этой деятельности стала известная книга «Квантовая электродинамика и люди, которые её создали: Дайсон, Швингер, Фейнман и Томонага» (англ. QED and the men who made it: Dyson, Schwinger, Feynman and Tomonaga, 1994). С начала 1990-х годов усилия Швебера были направлены прежде всего на изучение биографии Бете, однако задача оказалась столь сложна и объём информации столь велик, что работа заняла многие годы и выполнялась по частям. Один из способов решения столь большой задачи, применённый историком, состоял в проведении параллелей между Бете и его коллегами-современниками. В последующие годы этот подход воплотился в нескольких монографиях, в которых на примерах биографий Бете, Оппенгеймера и Эйнштейна исследовались тонкие вопросы интеллектуальной истории, в том числе связанные с моральной ответственностью учёных. Наконец, в 2012 году вышла книга, посвящённая становлению Бете как учёного.
С 1981 года Швебер часть времени проводил на факультете истории науки Гарвардского университета. В 1988 году он принял участие в организации Института истории науки и техники имени Дибнера (англ. Dibner Institute for the History of Science and Technology) при Массачусетском технологическом институте и стал его первым директором. В 2005 году он вышел в отставку в Брандейском университете, оставшись почётным профессором физики и профессором истории идей.
Швебер был трижды женат. Его первая жена Мирна скончалась от рассеянного склероза. Затем последовал неудачный брак с Мириам. Третья жена Снейт Гиссис (англ. Snait Gissis) также историк науки.

## Награды и членства
- Премия Абрахама Пайса в области истории физики (2011) «за его сложные, технически искусные исторические исследования появления квантовой теории поля и квантовой электродинамики, а также глубоко проницательные биографические работы о нескольких наиболее влиятельных физиках XX века — Эйнштейне, Оппенгеймере и Бете»[3].
- Член Американского физического общества, Американской ассоциации содействия развитию науки и Американской академии искусств и наук.

## Публикации

### Книги
- Bethe H., de Hoffmann F., Schweber S. Mesons and Fields. Vol. 1: Fields. — Evanston: Row, Peterson and Co., 1955. Русский перевод: Бете Г., Гофман Ф., Швебер С. Мезоны и поля. Т. 1: Поля. — М.: Иностранная литература, 1957.
- Schweber S. An introduction to relativistic Quantum Field Theory. — Evanston: Row, Peterson and Co., 1961. Русский перевод: Швебер С. Введение в релятивистскую квантовую теорию поля. — М.: Издательство иностранной литературы, 1963.
- Schweber S.S. QED and the men who made it: Dyson, Schwinger, Feynman and Tomonaga. — Princeton University Press, 1994. — ISBN 978-0-691-03327-3.
- Schweber S.S. In the Shadow of the Bomb: Oppenheimer, Bethe, and the Moral Responsibility of the Scientist. — Princeton University Press, 2000.
- Schweber S.S. Einstein and Oppenheimer: The Meaning of Genius. — Harvard University Press, 2008.
- Schweber S.S. Nuclear Forces: The making of the physicist Hans Bethe. — Harvard University Press, 2012.

### Избранные статьи
- Wightman A.S., Schweber S.S. Configuration Space Methods in Relativistic Quantum Field Theory. I // Physical Review. — 1955. — Vol. 98, № 3. — P. 812-837. — doi:10.1103/PhysRev.98.812.
- Schweber S.S. On Feynman Quantization // Journal of Mathematical Physics. — 1962. — Vol. 3, № 5. — P. 831-842. — doi:10.1063/1.1724296.
- Schweber S.S. The origin of the Origin revisited // Journal of the History of Biology. — 1977. — Vol. 10, № 2. — P. 229–316. — doi:10.1007/BF00572644.
- Schweber S.S. Darwin and the political economists: Divergence of character // Journal of the History of Biology. — 1980. — Vol. 13, № 2. — P. 195–289. — doi:10.1007/BF00125744.
- Schweber S.S. Feynman and the visualization of space-time processes // Reviews of Modern Physics. — 1986. — Vol. 58, № 2. — P. 449–508. — doi:10.1103/RevModPhys.58.449.
- Cao T.Y., Schweber S.S. The conceptual foundations and the philosophical aspects of renormalization theory // Synthese. — 1993. — Vol. 97, № 1. — P. 33–108. — doi:10.1007/BF01255832.
- Schweber S.S. Physics, Community and the Crisis in Physical Theory // Physics Today. — 1993. — Vol. 46, № 11. — P. 34–40. — doi:10.1063/1.881368.